# Attenberg
Attenberg – grecki dramat filmowy w reżyserii i według scenariusza Athiny Rachel Tsangari z 2010 roku.
Światowa premiera filmu miała miejsce 8 września 2010 podczas 67. MFF w Wenecji, gdzie film był prezentowany w konkursie głównym. Odtwórczyni głównej roli Ariane Labed otrzymała na tym festiwalu Puchar Volpiego dla najlepszej aktorki.
Polska premiera filmu nastąpiła 27 lipca 2011 roku, podczas 11. Międzynarodowego Festiwalu Filmowego Nowe Horyzonty we Wrocławiu. Obraz otrzymał Grand Prix (nagrodę główną) tego festiwalu.

## Obsada
- Giorgos Lanthimos jako Engineer
- Vangelis Mourikis jako Spyros
- Ariane Labed jako Marina
- Evangelia Randou jako Bella

i inni

## Nagrody i nominacje
67. MFF w Wenecji
- nagroda: Puchar Volpiego dla najlepszej aktorki − Ariane Labed
- nominacja: Złoty Lew − Athina Rachel Tsangari

11. MFF Nowe Horyzonty we Wrocławiu
- nagroda: Grand Prix − Athina Rachel Tsangari

W 1998 film został wyselekcjonowany jako grecki kandydat do Oscara za najlepszy film nieanglojęzyczny, ale ostatecznie nie uzyskał nominacji.